# Nomenclatura
En lexicografia, la nomenclatura principal o lemari és el conjunt d'unitats lèxiques que conformen el cos d'un diccionari (sigui del tipus que sigui), un vocabulari o un glossari. En lexicografia impresa aquestes unitats lèxiques se solen classificar normalment per ordre alfabètic seguint un criteri formal, un criteri adoptat pels diccionaris semasiològics, perquè a partir del mot es troba la informació semàntica de les paraules. D'altra banda, en les obres de tipus onomasiològic, es segueixen altres vies de classificació com, per exemple, el contingut de les unitats lèxiques i no la forma i en aquests casos, s'accedeix al mot segons el concepte. El tipus de diccionari, doncs, condiciona la classificació de les unitats lèxiques de la nomenclatura principal així com la llista de paraules que formin aquesta nomenclatura, de manera que en un diccionari enciclopèdic s'inclouran noms propis de persona, de llocs, de referències literàries, etc., mentre que en un diccionari general de llengua, tots aquests mots no formaran part de la nomenclatura.

## La planificació d'un diccionari
A l'hora de projectar un diccionari es distingeixen tres fases principals: la planificació, l'elaboració i la divulgació. Durant la fase de planificació, s'estableix quina és la nomenclatura principal que s'inclourà en aquest projecte.

## Criteris de selecció d'una nomenclatura
Per tal d'establir la nomenclatura d'un diccionari d'orientació general i sincrònica, sobretot si es tracta d'un diccionari en format paper, cal tenir presents una sèrie de paràmetres que acabaran marcant l'extensió del diccionari. Alguns d'aquests criteris, segons Cristina Gelpí, són: 
- La freqüència d'ús d'una unitat lèxica. Cal puntualitzar que, segons Isidor Marí, la llengua estàndard, en la qual se solen basar els diccionaris generals, no es calcula a partir de l'índex de freqüència de les paraules. D'aquesta manera, mots com nogensmenys, que no s'utilitzen freqüentment però s'inclouen dins de la llengua estàndard, es troben en un diccionari general.

-  La importància d'una unitat lèxica dins del vocabulari utilitzat. Per tant, no s'inclouran termes especialitzats propis d'altres tipus de diccionaris o reculls lexicogràfics.

-  El criteri de normativitat, és a dir, el respecte per la normativa lingüística establerta per la institució pertinent. En el cas de la llengua catalana, per exemple, és l'Institut d'Estudis Catalans (IEC) l'òrgan encarregat de vetllar per l'estudi de la llengua catalana.

-  El criteri d'adequació a la percepció social, que aniria lligat a la varietat funcional i social de la llengua. Un diccionari general, per exemple, no acostuma a tenir un nivell d'especialització alt i, per tant, no inclou terminologia específica, ni tampoc inclou argot. És a dir, a l'hora de planificar la nomenclatura d'un diccionari general, seguint l'exemple anterior, es prendrà com a referència la varietat estàndard d'una llengua.

Aquests criteris serien modificables segons el tipus de diccionari que es vol crear. És a dir, si bé un diccionari de caràcter general també tindria en compte els límits cronològics i geogràfics del lèxic, en un diccionari com el Diccionari català-valencià-balear, aquest criteri no delimita la seva forma sinó que l'enriqueix. El mot gadagang, terme dialectal utilitzat a Cambrils i a Tarragona per referir-se a escamarlà, apareix en aquest diccionari, però no en el Diccionari de l'Institut d'Estudis Catalans.
Alain Rey, lingüista i lexicògraf francès, aposta per incloure en els seus diccionaris el que en francès s'anomena verlan (forma d'argot que consisteix en la inversió de les síl·labes d'un mot). Aquesta aposta estaria en consonància amb alguns dels criteris exposats més amunt, però no amb tots.

## Unitats de la nomenclatura principal
Durant el procés de planificació d'un diccionari, cal prendre un seguit de decisions que n'afectaran la nomenclatura principal. Una figura important a destacar en aquest àmbit per les seves aportacions és Alain Rey, que proposa un model (apte per a qualsevol activitat lexicogràfica, com diu el mateix autor) basat en set opcions de tria a les quals cal fer front abans d'elaborar un diccionari. D'aquestes set opcions, cal destacar les tres que es refereixen a qüestions relacionades amb la nomenclatura principal. Segons Rey, doncs, a l'hora d'establir aquesta nomenclatura, cal fixar-se en:
- Les unitats de tractament i com són tractades aquestes unitats lèxiques (siguin morfemes, unitats lèxiques o mots i unitats lèxiques pluriverbals o locucions) durant el procés d'elaboració del diccionari.

- La totalitat de les dades a tractar, punt que fa referència al grau d'especialització de la nomenclatura segons el tipus de diccionari.

- L'ordre dels elements, que no deixa de ser una qüestió que genera certa controvèrsia pel que fa al tractament de les unitats lèxiques pluriverbals o locucions, així com en el cas d'alguns dígrafs atès que hi ha diccionaris que els consideren lletres i, per tant, varia el seu lloc en la nomenclatura.

## Nomenclatures analògiques i digitals
Segons autors com Ernst Wiegand o F. J. Hausmann, en un diccionari es pot trobar més d'una nomenclatura si es consideren, per exemple, les llistes d'abreviacions que s'inclouen en aquests reculls com a tals (els anomenats elements inicials o prenuclears per la posició que ocupen normalment en el diccionari). Ara bé, aquest tipus de nomenclatura es considerarà secundari i complementari a la nomenclatura principal del diccionari.
L'arribada de les noves tecnologies ha suposat un canvi substancial en el tractament de la nomenclatura principal dels diccionaris i, conseqüentment, si es comparen les nomenclatures analògiques amb les digitals, es poden identificar un seguit d'avantatges i inconvenients basats en aquesta caracterització. Per exemple:
- Nomenclatura en paper – nomenclatura en suport digital. Aquesta dicotomia és la base d'altres característiques i afecta la presentació dels reculls lexicogràfics o la selecció de la nomenclatura principal, entre d'altres.

- Nomenclatura tancada - nomenclatura oberta. La nomenclatura d'un diccionari analògic es caracteritza per ser tancada i completa. Per contra, les nomenclatures pròpies de diccionaris digitals estan en constant evolució. El Viccionari en seria un clar exemple, o fins i tot, si tenim en compte que es tracta d'una enciclopèdia i no d'un diccionari, precisament la Viquipèdia també ens serviria. En aquests casos, el caràcter de construcció permanent inherent a aquestes fonts d'edició i de consulta, és vist per uns com un element negatiu (per motius de falta de qualitat, poca fiabilitat, poca estabilitat de la informació, etc.) i per d'altres, com una aposta positiva de col·laboració que es basa en l'atemporalitat i en la constant actualització.

- Nomenclatura temporal – nomenclatura atemporal. Justament és aquesta característica d'atemporalitat la que marca els diccionaris analògics: una vegada impresos deixen de ser actuals i, si no és per mitjà de reedicions o apèndixs, el text queda tancat i ja no es pot modificar o ampliar. El fet, però, que les nomenclatures digitals siguin atemporals també pot ser vist com un inconvenient.

L'era digital ha suposat un gran avenç, però encara queden alguns reptes per resoldre, com l'”encapsulament de la informació”, pròpia dels diccionaris digitals. L'usuari d'un diccionari digital té una àmplia informació al seu abast, però no la pot veure. És cert que “hi ha diccionaris que permeten accedir, almenys, a la nomenclatura principal”, però això no és el més habitual.